# Xã Prairie Center, Quận Spink, Nam Dakota
Xã Prairie Center (tiếng Anh: Prairie Center Township) là một xã thuộc quận Spink, tiểu bang Nam Dakota, Hoa Kỳ. Năm 2010, dân số của xã này là 81 người.